# François Camé
François Camé, né le 25 février 1958 à Nancy, est un chef d’entreprise, journaliste et auteur français. Grand reporter à Libération, directeur de l’information de Charlie Hebdo, puis directeur de la rédaction du magazine Futur(e)s, il dirige depuis 2004 l’agence ETIK-PRESSE, spécialisée dans le conseil en développement durable et communication.

## Biographie
Après une licence de lettres et une licence d’histoire, il intègre l’Institut d’Etudes Politiques de Paris, dont il sort en mai 1981.

### Carrière
En 1981, François Camé crée et dirige avec Hervé Kempf une radio libre : Je t’aime FM, issue de Radio Corsaire.

#### Libération
En 1982, il entre au service social de Libération où il collabore notamment avec Maurice Najman. Il couvre les principaux conflits sociaux de l’époque et séjourne, à ce titre, trois semaines dans l’usine Talbot occupée par des grévistes en janvier 1984.
Défenseur du « reportage macroéconomique », il publie, en 1984, une série d’enquêtes de terrain sur la reprise économique aux États-Unis ainsi que plusieurs interviews de grands économistes (Milton Friedman, Paul Samuelson, John Kenneth Galbraith) et différents reportages internationaux.
En 1986, F. Camé devient chef du service Économie Internationale. Il couvre notamment les grandes réunions internationales (OPEP, G7, FMI, Banque mondiale, négociations du Gatt – OMC). Il révèlera, en 1989, le dessous des négociations du Sommet de Paris ainsi que le contenu des « accords du Louvre », qui fixaient alors les objectifs du G7 en matière de changes internationaux,.
En 1989, il est nommé grand reporter et correspondant de guerre. Le 11 septembre 1989, il est notamment le seul journaliste au monde à suivre et raconter le passage à l’Ouest de centaines de milliers de citoyens de la RDA qui, réfugiés en Hongrie, traversent alors la frontière autrichienne – et marquent ainsi la fin du « rideau de fer », deux mois avant la chute du mur de Berlin. Il couvrira également la révolution roumaine, l’ouverture à l’Est et la chute du communisme, les deux putschs de Moscou (1991 et 1993), le sanglant conflit du Karabakh, la montée de l’intégrisme musulman, le conflit israélo-palestinien, la guerre en Yougoslavie, et la première guerre du Golfe, à la fin de laquelle il est fait prisonnier par les Irakiens,.
En 1995-1996, il est élu au Conseil de surveillance de Libération, comme représentant de l’actionnariat salarié. Il négociera avec Jérôme Seydoux et Eduardo Malone les conditions d’une reprise du titre par le groupe Chargeurs ; l’accord final préservant une part au capital et l’indépendance rédactionnelle des personnels.

#### Charlie Hebdo
Quittant Libération, François Camé devient, en juin 1996, directeur de l’information à Charlie Hebdo. Il y côtoie notamment Gébé, dessinateur et créateur de la bande dessinée L'An 01, Charb, Luz, Cavanna, etc.
Le développement de l’information, la mise en place d’une nouvelle politique éditoriale, la publication de nombreux « scoops » (sur la stérilisation des enfants handicapés en France, l’affaire Elf, etc.) et quelques « coups » retentissants permettent de doubler les ventes, en 3 ans.
Des désaccords avec Philippe Val le conduisent à quitter Charlie Hebdo en juillet 1999.

#### FUTUR(e)s
Début 2000, Alain Fabarez, patron et propriétaire de Agefi Groupe (Suisse), demande à François Camé de concevoir un nouveau mensuel dédié aux conséquences sociales, économiques et financières de la révolution technologique en cours. Après des débuts prometteurs, le mensuel – volontairement haut de gamme, et assez visionnaire - est victime de la crise du marché publicitaire et cesse sa parution, au 9e numéro.

#### Etik-Presse
En 2004, François Camé crée, avec Philippe Abellard, l’agence ETIK-PRESSE, entreprise de Conseil en développement durable et Communication.

### Publications
- Le Jour le plus bas : Histoire de la grande crise financière des années 80. François Camé et Frédéric Filloux. Éditions Jean-Claude Lattes, 1988  (ISBN 270960678X).